# Grant (bani)

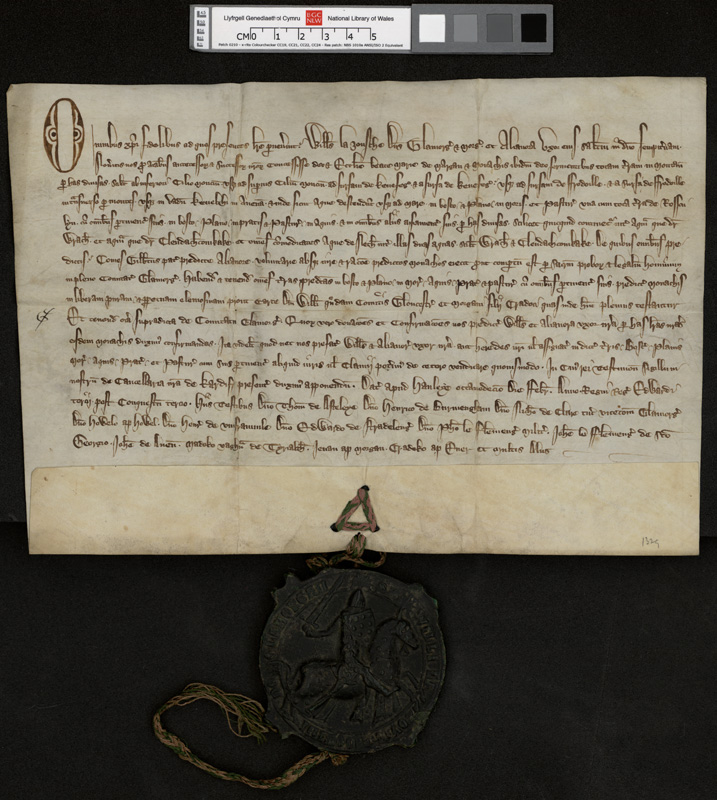
Grant din 1329

Un grant este o formă de finanțare nerambursabilă acordată de o entitate (organism public, fundație caritabilă, instituție specializată, companie privată) către o altă entitate, în scopul de a susține activități de interes public. Spre deosebire de împrumuturi, granturile nu presupun obligația de rambursare.

## Tipuri de granturi
- Grant educațional care susține plata taxelor de școlarizare, bursele sau dezvoltarea infrastructurii educaționale.
- Grant pentru cercetare și inovare care finanțează proiecte științifice (de exemplu granturile Consiliului European pentru Cercetare)
- Grant social și comunitar care sprijină incluziunea socială, combaterea sărăciei sau dezvoltarea de servicii sociale și comunitare.
- Grant pentru dezvoltarea regională care vizează reducerea decalajelor economice și sociale între regiuni prin fonduri structurale.
- Grant cultural și artistic care susțin creația artistică, conservarea patrimoniului și schimburile culturale.
- Grant pentru antreprenoriat care încurajează inovarea, tranziția verde sau digitală.[2][3]

## Granturi în Uniunea Europeană
Comisia Europeană acordă finanțări prin apeluri periodice în cadrul unor programe multianuale precum Horizon Europe, Erasmus+ sau Europa Creativă. Acestea pot fi recurente, parte din strategicii europene cu durată de 7 ani, sau ocazionale, pentru urgențe sau inițiative speciale.
Majoritatea granturilor sunt gestionate de agenții naționale din statele membre, în timp ce unele proiecte sunt administrate direct de Comisia Europeană.

## Acordare
Granturile pot fi acordate prin evaluare de tip peer-review unde experți independenți analizează calitatea și relevanța propunerii sau prin competiție, în funcție de criterii prestabilite, sau prin loterie, atunci când cererile sunt echivalente în valoare.
Granturile publice sunt supuse auditului financiar, verificărilor de eligibilitate și evaluărilor post-implementare. Ele pot genera efecte pozitive precum crearea de locuri de muncă, creșterea capacității de producție sau consolidarea inovării. Granturile private (fundațiile Google, Ford, Rockefeller) completează inițiativele publice, în domenii precum educația, sănătatea sau tehnologia.

## Critici
Granturile au fost criticate pentru mai multe limite structurale:
- Birocrația ridicată în procesul de aplicare și raportare;
- Rata de acceptare a propunerilor scăzută (Uniunea Europeană are o rată de acceptare a propunerilor de proiecte de 15%);
- Dependența organizațională de finanțări externe, în lipsa unor surse autonome;
- Inegalitatea de acces, organizațiile cu experiență și resurse administrative sunt avantajate în competiție.